# Бокауе
Бокауе, офіційна назва — муніципалітет Бокауе (тагальська: Bayan ng Bocaue), є муніципалітетом 1-го класу в провінції Булакан, Філіппіни. За даними перепису 2020 року, населення становить 141 412 осіб.
Завдяки постійному розширенню Столичного регіону, муніципалітет тепер є частиною забудованої території Маніли, яка досягає Сан-Ільдефонсо в своїй північній частині. Через більшу частину міста протікає річка Бокауе. 

## Географія
Бокауе знаходиться за 27 кілометрів (17 миль) на північний схід від Маніли, якщо дістатися шосе Макартура, і за 18 кілометрів (11 миль) від міста Малолос. Це в південно-західній частині Булакана.
На півночі місто межує з муніципалітетом Балагтас і частиною муніципалітету Санта-Марія; муніципалітетами Марілао та Обандо на півдні; більша частина Санта-Марія на сході; частина муніципалітету Булакан на крайньому південно-західному боці; і частина Балагтаса на західній стороні.
Через Бокауе протікає річка Бокауе, яка є продовженням місця злиття річок Санта-Марія та Сан-Хосе, а також кількох інших дрібних річок і струмків, усі з яких є притоками басейну Ангат. Основним джерелом річки Ангат і басейну Ангат, а також їх притоками є гірський масив Сьєрра-Мадре. Бокауе колись був частиною 2-го округу разом з Балагтасом, Гігінто та Панді. Бокауе було переміщено до 5-го округу разом з Балагтасом, Гігінто та Панді.
Уздовж цих річок є багато штучних рибних ставків, які використовуються для вирощування та розведення риби, як-от бангус і тілапія.

## Релігія
Більшість жителів - це римо-католики.
Церква Св. Мартіна Турського в Бокауе, також відома як Єпархіальна святиня Бокауе, є однією з найстаріших церков у провінції Булакан. 
Свято Святого Хреста Вава — це свято, яке проводиться в першу неділю липня і відзначається на честь Святого Хреста Вава (Mahal na Krus sa Wawa), реліквії, яка, як вважають, врятувала життя старій жінці, яка тонула в річці Бокауе. Головною особливістю цієї фієсти є те, що називається Пагода, яскраво прикрашена споруда, що катається на величезній бангці, яка ковзає вздовж міської річки, перевозячи людей із усіх верств суспільства, які хотіли б насолодитися поїздкою під час релігійної музики та бенкету на розкішну їжу.
Інше релігійне населення міста включає тих, хто належить до християнських груп Іглесія ні Крісто, Свідків Єгови, методистів, адвентистів, баптистів. У муніципалітеті також існує ряд євангельських, п’ятидесятницьких, членів Міжнародної церкви Бога та харизматичних церков, служінь, товариств і груп.

## Галерея

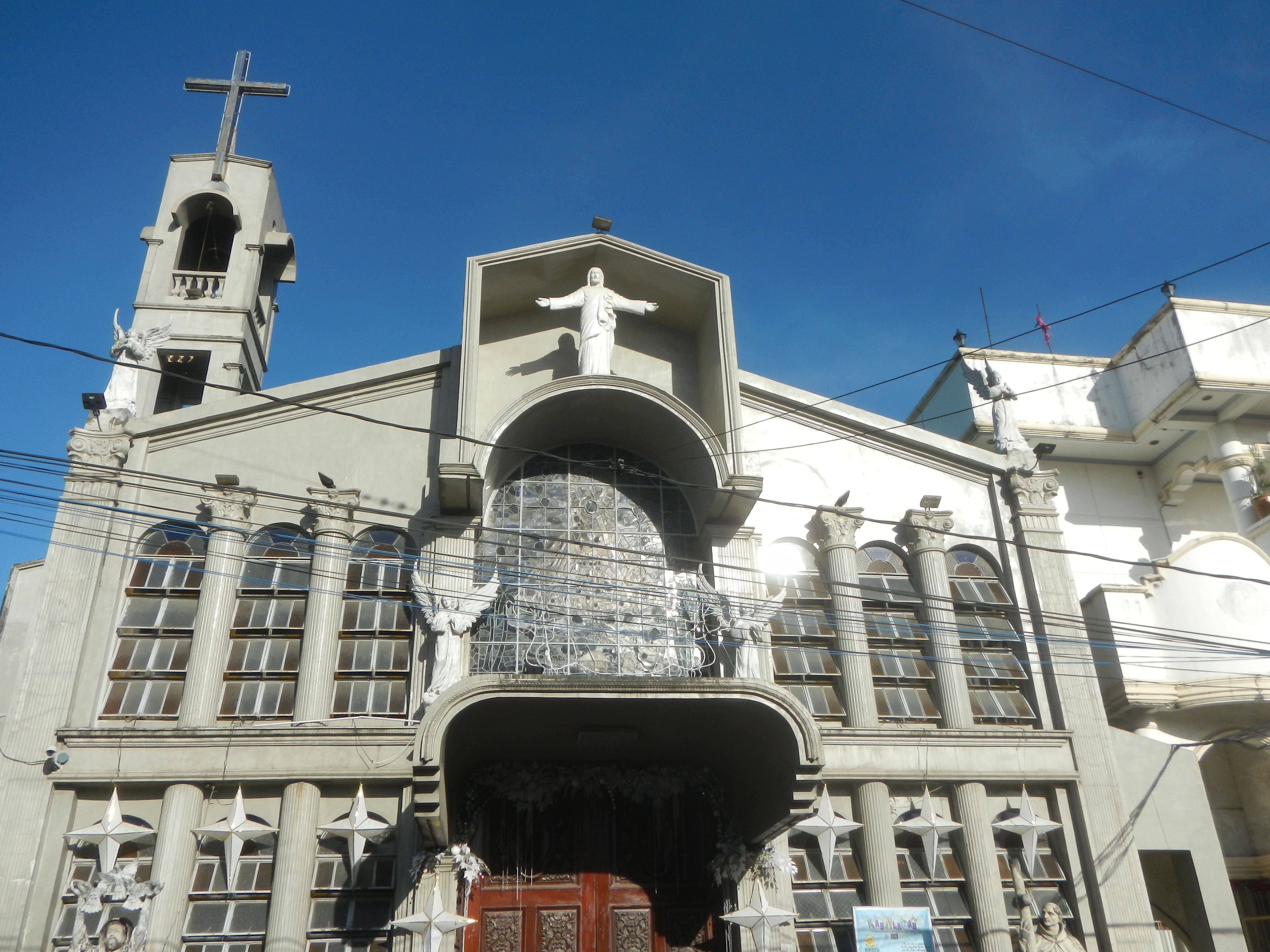
Церква святого Петра
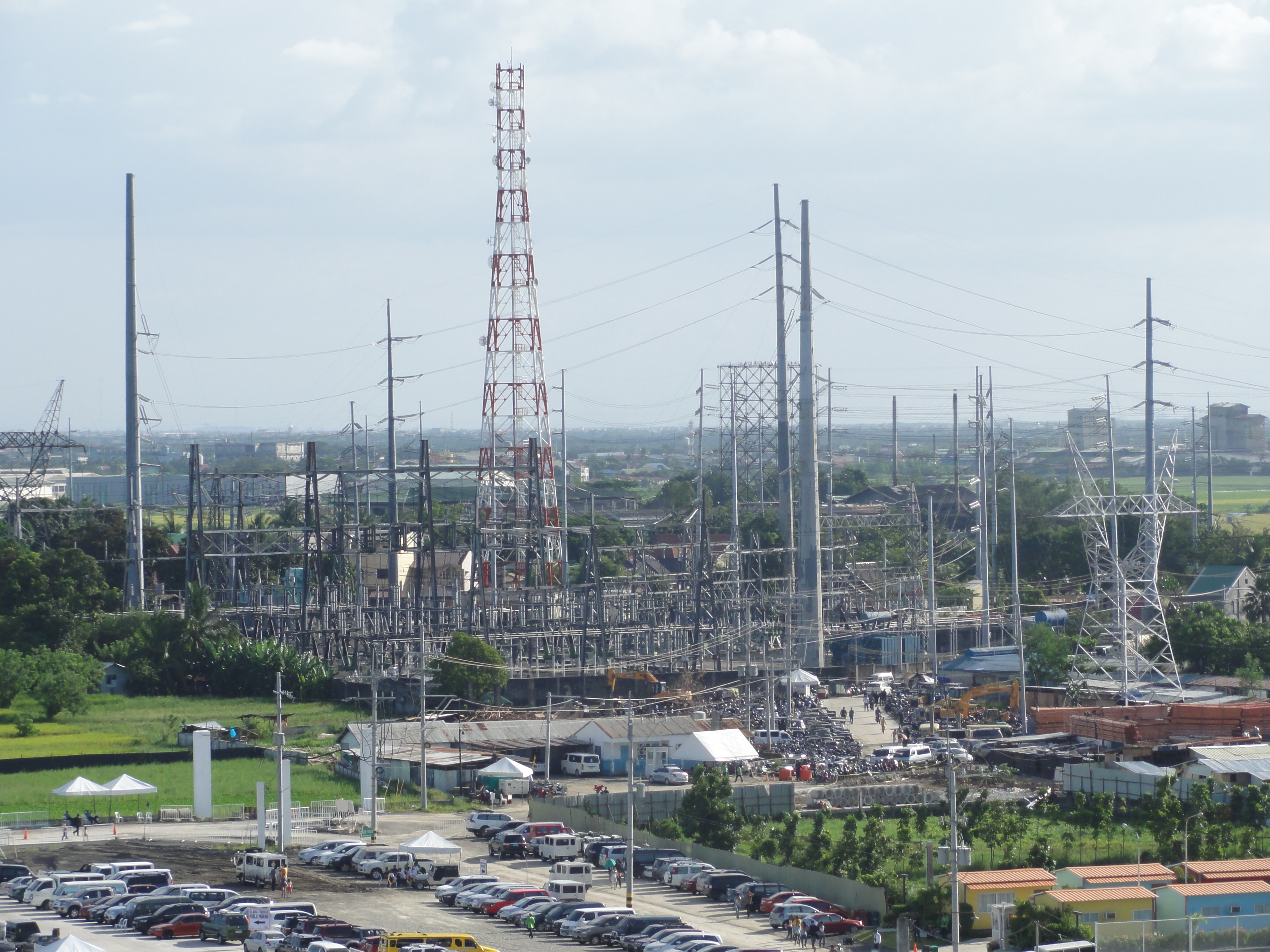
Електростанція
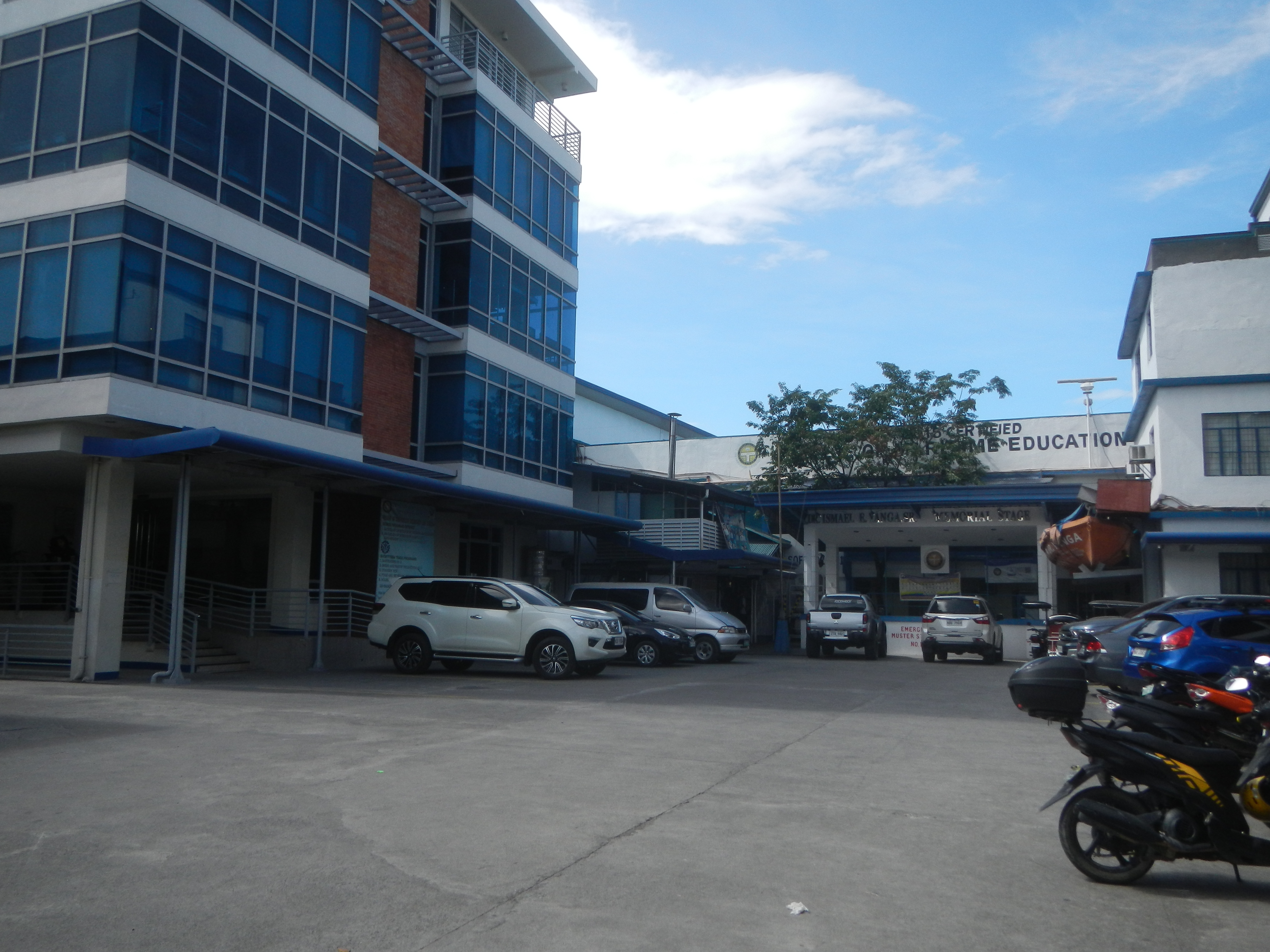

1. ↑  http://nap.psa.gov.ph/activestats/psgc/province.asp?provCode=031400000